# Nowa Zelandia na Letnich Igrzyskach Olimpijskich 1928
Nową Zelandię na Letnich Igrzyskach Olimpijskich w 1928 roku reprezentowało 9 zawodników (6 mężczyzn i 3 kobiety) w 3 dyscyplinach. Zdobyli oni łącznie 1 medal (złoty w Boksie), plasując swój kraj na 25. miejscu w klasyfikacji medalowej.
Był to trzeci występ Nowej Zelandii na igrzyskach. Chorążym ekipy był lekkoatleta Arthur Porritt, który z powodu kontuzji ostatecznie nie wystąpił w Amsterdamie.

## Medaliści

### Złote medale
- Ted Morgan – boks – waga półśrednia mężczyzn

## Wyniki reprezentacji

### Boks

#### Mężczyźni
| Zawodnik      | Konkurencja                    | 1/16 finału      | 1/8 finału                   | Ćwierćfinały             | Półfinały                  | Finał                   | Pozycja |
| Zawodnik      | Konkurencja                    | Przeciwnik Wynik | Przeciwnik Wynik             | Przeciwnik Wynik         | Przeciwnik Wynik           | Przeciwnik Wynik        | Pozycja |
| ------------- | ------------------------------ | ---------------- | ---------------------------- | ------------------------ | -------------------------- | ----------------------- | ------- |
| Ted Morgan    | waga półśrednia (do 66,678 kg) | BYE              | Selfrid Johansson Zwycięstwo | Romano Caneva Zwycięstwo | Robert Galataud Zwycięstwo | Raúl Landini Zwycięstwo | [ 8 ]   |
| Alf Cleverley | waga półciężka (do 79,378 kg)  | —                | Alf Jackson Zwycięstwo       | NQ                       | NQ                         | NQ                      | 9.- 16. |

### Lekkoatletyka

#### Konkurencje biegowe

##### Mężczyźni
| Zawodnik          | Konkurencja                | Eliminacje | Eliminacje | Półfinały | Półfinały | Finał | Finał   |
| Zawodnik          | Konkurencja                | Czas       | Pozycja    | Czas      | Pozycja   | Czas  | Pozycja |
| ----------------- | -------------------------- | ---------- | ---------- | --------- | --------- | ----- | ------- |
| Wilfred Kalaugher | Bieg na 110 m przez płotki | Nieznany   | 4.         | NQ        | NQ        | NQ    | NQ      |

##### Kobiety
| Zawodniczka  | Konkurencja   | Eliminacje | Eliminacje | Półfinały | Półfinały | Finał | Finał   |
| Zawodniczka  | Konkurencja   | Czas       | Pozycja    | Czas      | Pozycja   | Czas  | Pozycja |
| ------------ | ------------- | ---------- | ---------- | --------- | --------- | ----- | ------- |
| Norma Wilson | Bieg na 100 m | 13 s       | 2. Q       | Nieznany  | 5.        | NQ    | NQ      |

#### Konkurencje techniczne

##### Mężczyźni
| Zawodnik          | Konkurencja    | Eliminacje | Eliminacje | Finał | Finał   |
| Zawodnik          | Konkurencja    | Wynik      | Pozycja    | Wynik | Pozycja |
| ----------------- | -------------- | ---------- | ---------- | ----- | ------- |
| Wilfred Kalaugher | Trójskok       | 12.94      | 23.        | NQ    | NQ      |
| Stan Lay          | Rzut Oszczepem | 62.89      | 7.         | NQ    | NQ      |

### Pływanie

#### Mężczyźni
| Zawodnik      | Konkurencja              | Eliminacje | Eliminacje | Półfinały | Półfinały | Finał | Finał   |
| Zawodnik      | Konkurencja              | Czas       | Pozycja    | Czas      | Pozycja   | Czas  | Pozycja |
| ------------- | ------------------------ | ---------- | ---------- | --------- | --------- | ----- | ------- |
| David Lindsay | 400 m stylem dowolnym    | 5:38.6     | 3.         | NQ        | NQ        | NQ    | NQ      |
| David Lindsay | 1500 m stylem dowolnym   | Nieznany   | 4.         | NQ        | NQ        | NQ    | NQ      |
| Len Moorhouse | 100 m stylem grzbietowym | 1:20.4     | 3.         | NQ        | NQ        | NQ    | NQ      |

#### Kobiety
| Zawodnik     | Konkurencja              | Eliminacje | Eliminacje | Półfinały | Półfinały | Finał  | Finał   |
| Zawodnik     | Konkurencja              | Czas       | Pozycja    | Czas      | Pozycja   | Czas   | Pozycja |
| ------------ | ------------------------ | ---------- | ---------- | --------- | --------- | ------ | ------- |
| Kay Miller   | 400 m stylem dowolnym    | 6:16.8     | 2. Q       | Nieznany  | 5.        | NQ     | NQ      |
| Kay Miller   | 100 m stylem dowolnym    | 1:17.2     | 2. Q       | Nieznany  | 6.        | NQ     | NQ      |
| Ena Stockley | 100 m stylem dowolnym    | 1:16.4     | 2. Q       | Nieznany  | 5         | NQ     | NQ      |
| Ena Stockley | 100 m stylem grzbietowym | 1:25.4     | 3. q       | —         | —         | 1:25.8 | 7.      |